# جون جاي هوفمان
جون جاي هوفمان (بالإنجليزية: John Jay Hoffman)‏ هو محامي وسياسي أمريكي، ولد في 23 أغسطس 1964. حزبياً، نشط في الحزب الجمهوري.